# Pedro José Viso Roger
Pedro José Viso Roger (Valencia, 1974) is een  Spaans componist, muziekpedagoog en saxofonist.

## Levensloop
Viso Roger begon op zevenjarige leeftijd met muzieklessen aan de muziekschool van de Sociedad Ateneo Musical del Puerto in Valencia. Na zijn studie aan het Conservatorio Superior de Música "Joaquín Rodrigo" in Valencia werd hij professor voor saxofoon aan hetzelfde instituut. 
Als componist schreef hij paso dobles, processiemarsen, marcha moras en marcha christiana voor harmonieorkesten en kamermuziekwerken voor blazers en piano.

## Composities

### Werken voor Banda (harmonieorkest)
- 2004 Cantata "Mare Dolorosa", voor spreker, sopraan, tenor, bariton, gemengd koor, kinderkoor en symfonisch blaasorkest - tekst: Bijbel
- 2007 Marítimo: Sinfonía festera,  himno festero
- Patricia Hernández, paso-doble
- Pedro Viso